# Schloss Naumburg (Bober)
Das Schloss Naumburg (polnisch Zamek w Nowogrodzie Bobrzańskim) war ein Schloss im heute polnischen Nowogród Bobrzański (Naumburg/Bober).

## Geschichte
Die Burg wurde vermutlich Ende des 12. Jahrhunderts unter Boleslau I. gegründet. Im Jahr 1202 wird sie als Novum Castrum erwähnt. Nach Verlegung der Grenze weiter nach Osten verlor die Burg zwischen 1210 und 1248 ihre Bedeutung. Nach 1248 wurde die Burg jedoch wieder ausgebaut. Im Jahr 1310 gehörte die Burg den Herzögen von Glogau. Nach 1700 wurde die Burg abgebrochen und ein barockes Schloss erbaut. Dieses wurde infolge der polnischen Übernahme der Region 1945 zerstört.